# Westfälische Transport-Actien-Gesellschaft

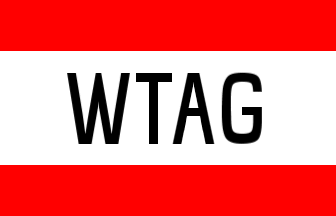
Logo

Die Westfälische Transport-Actien-Gesellschaft (kurz: WTAG) war ein Unternehmen der Binnenschifffahrt, das von 1897 bis 1976 existierte und in jenem Jahr in der Stinnes Reederei AG aufging.

## Geschichte

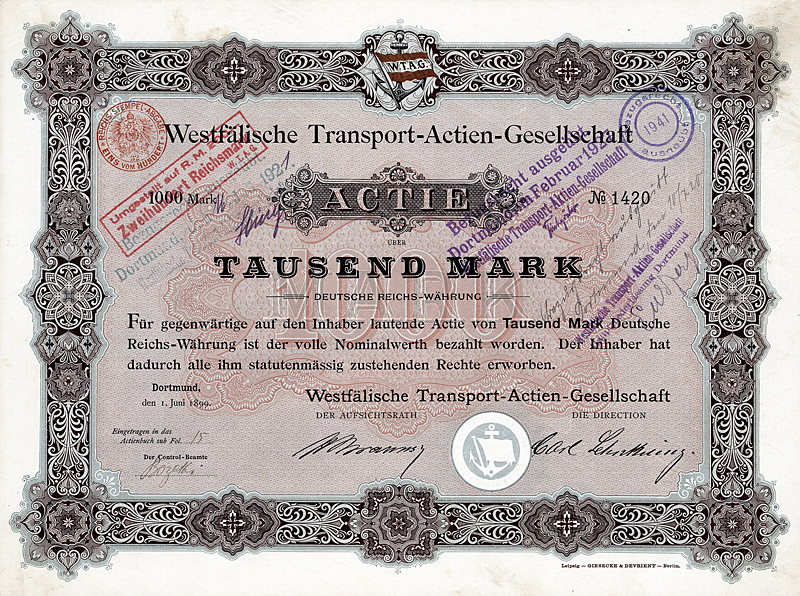
Aktie über 1000 Mark der Westfälischen Transport-Actien-Gesellschaft vom 1. Juni 1899

Die Geschichte der WTAG ist untrennbar mit dem von 1892 bis 1899 gebauten Dortmund-Ems-Kanal und der Hüttenindustrie des (vor allem östlichen) Ruhrgebiets verbunden. Der Kanal wurde angelegt, um Emden zum Seehafen für das östliche Ruhrgebiet zu machen: Kohle wurde auf dem Wasserweg nach Norden transportiert, Eisenerz retour. Im Jahre 1913 wurde ein Achtel des Eisenerzimports des Ruhrgebiets über den Emder Hafen abgewickelt. Emder Sitz war das Haus der Schiffahrt (sic!) im Behördenviertel.
Die in Dortmund ansässige WTAG befand sich mehrheitlich im Besitz des rheinisch-westfälischen Kohlensyndikats, Minderheitsaktionäre waren die Hüttenindustrie sowie die Städte Dortmund, Emden und Duisburg. Im Jahr 1903 umfasste die WTAG-Flotte bereits 56 Güterschiffe, 1907 wurde die Mehrheit an der Schleppschifffahrts-Gesellschaft Dortmund-Ems GmbH (SGDE) erworben. Nach dem Ersten Weltkrieg erweiterte die WTAG ihr Fahrtgebiet, die Schiffe befuhren nun auch Elbe, Weser, Main und Neckar. Kurz nach dem Ersten Weltkrieg wurde Karl Diederichs, welcher bereits seit 1913 für die WTAG tätig gewesen war, Vorstandsmitglied und später Vorsitzender des Vorstands im Rang eines Generaldirektor. Unter seine Führung wurde die internationale Bedeutung der WTAG erheblich ausgebaut. Die bis dahin im Besitz der WTAG befindlichen Umschlaganlagen für Kohle und Erz im Emder Hafen gingen 1926 an die staatseigene (= preußische) Emder Hafenumschlagsgesellschaft über. 1927 wurde die Münsterische Schifffahrts- und Lagerhaus AG (MSLAG) in Münster mit mehreren Niederlassungen übernommen. Zu diesem Zeitpunkt war die WTAG auch bereits in den Niederlanden und Belgien vertreten. Die Flotte verfügte 1944 über ihren historischen Höchststand von 187 Schiffen.
Nach dem Zweiten Weltkrieg erholte sich das Unternehmen schnell von den kriegs- und nachkriegsbedingten Tonnageverlusten. Der Verkehrsverlagerung zum Rhein begegnete die WTAG durch Eröffnung neuer Niederlassungen in Mannheim, Frankfurt, Wertheim, Nürnberg, Regensburg, Stuttgart und Plochingen und weitete ihr Operationsgebiet somit auch nach Süddeutschland aus. Die Flotte umfasste nach weiteren Übernahmen 176 Binnenschiffe, davon 102 WTAG-Schleppkähne, 66 Motorgüterschiffe und acht Motortankschiffe. Einer der Aufsichtsratsvorsitzenden war Ludwig Holle. 1976 ging die WTAG in der Stinnes Reederei AG Dortmund auf.